# 木合拜尔·阿布都尔
木合拜尔·阿布都尔（1975年11月—），女，乌孜别克族，中华人民共和国政治人物。现任新疆维吾尔自治区人民医院血液病科医生。第十四届全国政协委员。